# 90-мм гармата M.75/96
90 мм гармата M.75/96 належала до польової артилерії Збройних сил Австро-Угорщини періоду 1-ї світової війни. Була модернізацією гармати М.75 зразка 1898 року.
Гармата широко використовувалась в час боїв за Львів в ході україно-польської війни 1918-1919 рр.